# Xenija Gennadjewna Zybutowitsch
Xenija Gennadjewna Zybutowitsch (russisch Ксения Геннадьевна Цыбутович, UEFA-Transkription Ksenia Tsybutovich; * 26. Juni 1987 in Moskau) ist eine russische Fußballspielerin. Die Abwehrspielerin steht beim Verein Swesda 2005 Perm unter Vertrag und spielt für die russische Nationalmannschaft.
Zybutowitsch spielte für mehrere Moskauer Vereine, darunter Spartak und Chertanovo Moskau. Seit Februar 2009 spielt sie für Swesda 2005 Perm. Mit Perm erreichte sie im gleichen Jahr das Finale des UEFA Women’s Cup, welches gegen den FCR 2001 Duisburg verloren wurde. 
Mit der russischen U-19-Auswahl gewann sie 2005 die U-19-Europameisterschaft. Sie nahm an der U-19-Weltmeisterschaft 2004 und der U-20-Weltmeisterschaft 2006 teil. Mit der russischen A-Nationalmannschaft spielt sie 2009 bei der Europameisterschaft in Finnland.